# Selección femenina de waterpolo de Canadá
La Selección femenina de waterpolo de Canadá es el equipo nacional que representa a Canadá en las competiciones internacionales de polo acuático para mujeres.
En el 2019 participaron en los Juegos Panamericanos de Lima 2019.